# Wellendorfer Graben
Der Wellendorfer Graben  ist ein 8 km langer, rechter Nebenfluss der Esterau im niedersächsischen Landkreis Uelzen.

## Geografie

### Verlauf
Er hat seine Quelle nördlich von Wellendorf (Gemeinde Suhlendorf, Samtgemeinde Rosche). Von dort fließt er in südwestlicher Richtung und mündet in Emern in die Esterau, einen rechten Nebenfluss der Stederau.